# Diego López de Pacheco Cabrera y Bobadilla

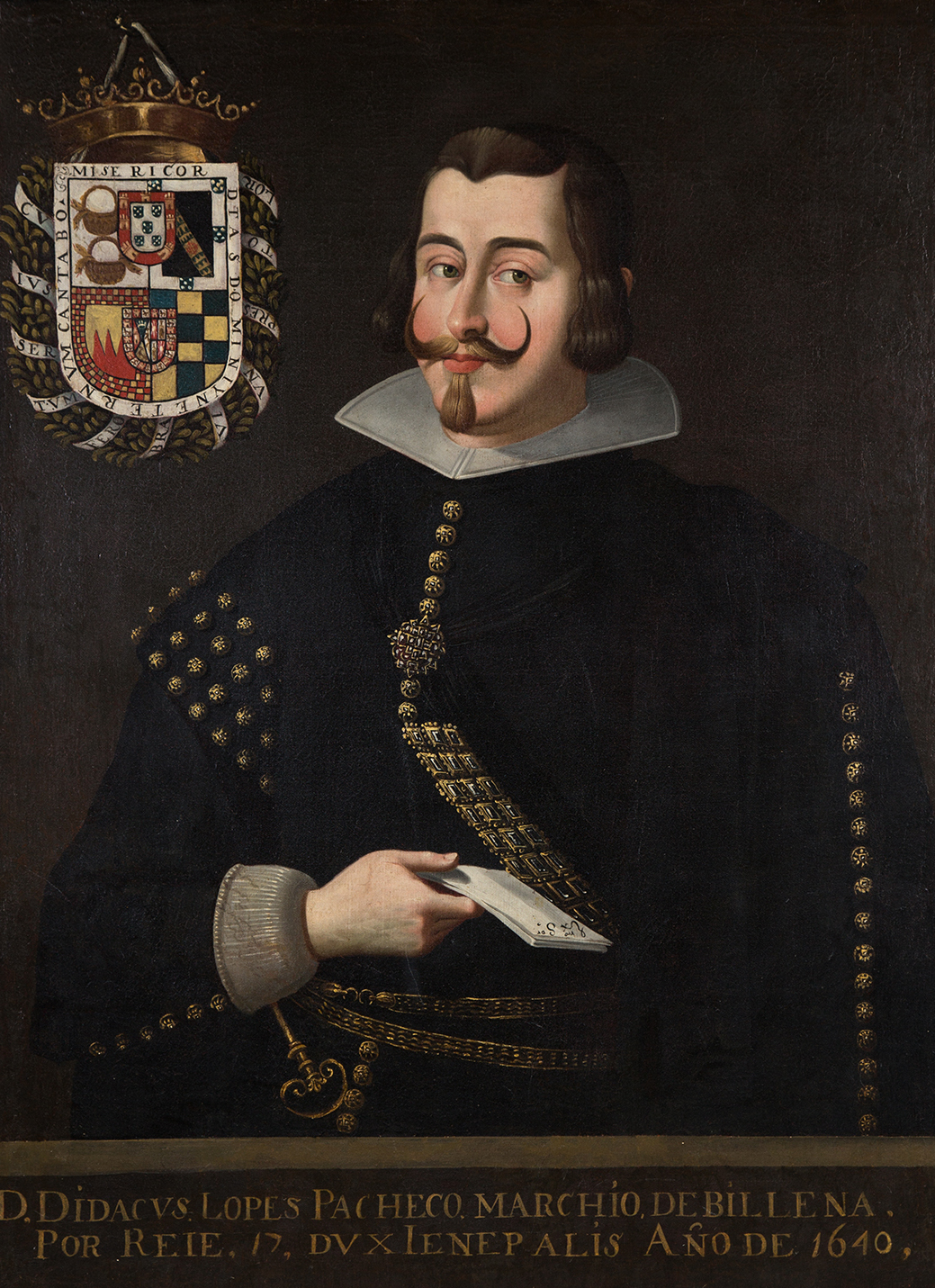
Diego López de Pacheco Cabrera y Bobadilla

Diego López de Pacheco Cabrera y Bobadilla (* 16. August 1599 in Belmonte; † 27. Februar 1653 in Pamplona) war Grande de España, Marquis de Villena, Marquis de Xiquena und siebter Herzog von Escalona.

## Leben

### Herkunft und Heirat
Diego López de Pacheco studierte in Salamanca und war Ritter im Orden vom Goldenen Vlies. Diego López de Pacheco Cabrera y Bobadilla heiratete 1620 seine Cousine Luisa Bernarda de Cabrera y Bobadilla, siebte Marquesa de Moya, welche 1638 starb.

### Vizekönig von Neuspanien
Philipp IV. von Spanien ernannte Diego López de Pacheco Cabrera y Bobadilla am 22. Januar 1640 zum Vizekönig von Neuspanien. Er wurde mit dem Bischof von Puebla, Juan de Palafox y Mendoza nach Mexiko entsandt, welcher eine Untersuchung gegen seine beiden Vorgänger im Amt des Vizekönigs Lope Díez de Aux de Armendáriz und Rodrigo Pacheco y Osorio durchführte.
Diego López de Pacheco Cabrera y Bobadilla zog am 28. August 1640 in Mexiko-Stadt ein.
Er führte eine Siegelsteuer ein und erhöhte den Tributo, die Kopfsteuer, welche von den Indigenas zu entrichten war. Er führte die Aufrüstung der von Lope Díez de Aux de Armendáriz gegründeten Armada de Barlovento fort. Das neuspanische Arsenal entwickelte sich unter seiner Herrschaft. In Cartagena und Havanna wurden Kanonen gegossen sowie Munition, Schwarzpulver und Takelage produziert.
In seiner Regierungszeit scheiterte die in der Amtszeit von Lope Díez de Aux de Armendáriz durch den Gouverneur von Sinaloa Luis Cetin de Canas ausgesandte Mission zur Kolonisierung Kaliforniens durch Jesuiten. Das religiöse Leben wurde in Neuspanien mehrheitlich durch Laienpriester geprägt. Ein Reformversuch, von der Kirchenhierarchie geweihte Priester zu installieren, scheiterte.
Nach einem Aufstand wurde 1642 ein Cousin von Diego López de Pacheco Cabrera y Bobadilla, der Herzog von Braganza zum König Johann IV. von Portugal gekrönt, was die bis dahin bestehende Personalunion des kastilischen und des portugiesischen Königs beendete. Aufgrund seiner Verwandtschaft zu Johann IV. von Portugal wurde die Loyalität von Diego López de Pacheco Cabrera y Bobadilla zu Philipp IV. von Spanien in Zweifel gezogen. Gaspar de Guzmán, Conde de Olivares beauftragte Juan de Palafox y Mendoza, Diego López de Pacheco Cabrera y Bobadilla gefangen zu nehmen.
Juan de Palafox y Mendozan reiste am 19. Juni 1642 von seinem Bischofssitz nach Mexiko-Stadt, traf sich mit den Behörden, ließ Diego López de Pacheco Cabrera y Bobadilla verhaften, über das Convento de Churubusco nach San Martín Texmelucan bringen und sein Eigentum konfiszieren.
Diego López de Pacheco Cabrera y Bobadilla kam mit der Flotte nach Spanien zurück, wo er gegen seine Verhaftung bei Philipp IV. von Spanien klagte. Er erhielt einen Teil des konfiszierten Geldes zurück und wurde 1649 zum Vizekönig von Navarra eingesetzt.
Am 7. September 1650 wurde er der Vater von Juan Manuel Fernández Pacheco y Zúñiga.